# Макинтош, Энеас
Э́неас Ла́йонель Э́ктон Ма́кинтош (англ. Aeneas Lionel Acton Mackintosh, 1879—1916) — офицер британского торгового флота, путешественник, участник британской антарктической экспедиции (1907—1909), руководитель партии в море Росса Имперской трансантарктической экспедиции (1914—1917) сэра Эрнеста Шеклтона. Пропал без вести 8 мая 1916 года в проливе Мак-Мердо вместе с другим участником экспедиции Виктором Хейвордом во время перехода от полуострова Хат-Пойнт к мысу Эванс.

## Ранние годы жизни
Энеас Макинтош родился 1 июля 1879 года в Тирхуте (англ. Tirhut), Индия, в семье шотландского плантатора Александра Макинтоша и его супруги Энни Макинтош. Когда Энеас был ещё в юном возрасте, его мать вместе с детьми перебралась в Англию, где Энеас получил начальное образование в школе Бедфорда. В 1894 году Макинтош начал службу в торговом флоте на кораблях «Cromdale» и «Mount Stewart». В 1899 году поступил на службу на торговое судно «Victoria» в Peninsular Steam Navigation Company (P и O-Line), на котором проработал вплоть до 1907 года.

## Первая экспедиция в Антарктиду (1907—1909)

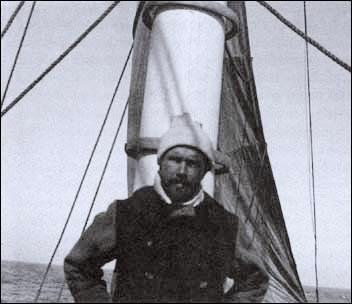
Энеас Макинтош, 1907

В 1907 году Энеас Макинтош стал участником первой британской антарктической экспедиции под руководством Эрнеста Шеклтона в должности второго помощника капитана экспедиционного судна «Нимрод». По прибытии в Антарктиду Шеклтон назначил Макинтоша в береговой отряд, но из-за несчастного случая, произошедшего 31 января 1908 года во время разгрузки «Нимрода», в результате которого Макинтош потерял правый глаз, Шеклтон был вынужден по рекомендации экспедиционного врача Эрика Маршалла отправить Макинтоша на лечение в Новую Зеландию. Экспедиция, по его словам, «потеряла одного из самых ценных своих сотрудников».
Макинтош вернулся в Антарктиду в январе 1909 года и сразу принял участие в походе, который лишь из-за целой цепи счастливых случайностей не завершился трагически для него и его товарища.
В конце декабря 1908 года экспедиционное судно «Нимрод», прибывшее за полярниками, было остановлено паковыми льдами всего в 45 километрах от мыса Ройдс — базы Шеклтона на острове Росса. Капитан «Нимрода» Фредерик Эванс решил отправить Макинтоша и ещё трёх человек на базу Шеклтона, чтобы сообщить о прибытии судна и как можно скорее доставить почту. Утром 3 января 1909 года Макинтош в сопровождении матросов Майкла Макджиллона, Сидни Ричса и Джеймса Пэтона отправился на мыс Ройдс. С собой у них были палатка, комплект снаряжения и почта. Двоих — Ричса и Пэтона, Макинтош вскоре отправил назад, а сам вместе с Макджиллоном продолжил путь. Утром следующего дня путь вперёд им преградила открытая вода. Они были вынуждены повернуть назад, но и этот путь неожиданно оказался отрезан — льды пришли в движение. Лишь ценой невероятных усилий и с большим риском для жизни, перебираясь через находившиеся в движении льдины, им, в итоге, во второй половине дня удалось добраться до острова Росса. Они были вынуждены разбить лагерь и провести несколько дней в ожидании восстановления зрения из-за заболевания снежной слепотой. Утром 11 января Макинтош и Макджиллон, оставив все ненужные вещи и взяв с собой лишь минимальное количество продовольствия, вышли в направлении мыса Ройдс, рассчитывая достичь его в течение суток. Сравнительно легко поднявшись по скалам острова, они вышли на ледник Барне, который было необходимо пересечь. Только к «вечеру» (в это время в Антарктике полярный день) 11 января им буквально чудом (без необходимого снаряжения и опыта) удалось пересечь ледник и выйти на сравнительно лёгкий участок пути. Но спустя считанные часы погода испортилась — начался снег и метель, а видимость упала до нескольких метров. Макинтошу с Макджиллоном без еды и питья, пришлось буквально на ощупь безостановочно пробираться в направлении мыса Ройдс, в окрестностях которого в семь часов вечера 12 января их, уставших до полного изнеможения, совершенно случайно обнаружил Бернард Дэй — член береговой партии Шеклона (к сведению, «Нимрод» смог дойти до мыса Ройдс уже 5 января). Этот эпизод историк Бо Риффенбург назвал «одним из самых опрометчивых решений, принятых за всё время экспедиции».

Им с трудом удалось избежать смерти, и если бы Дэй не отправился случайно из дому посмотреть, не пришло ли судно, надо думать, они никогда не попали бы на зимовку.— Э. Шеклтон
Оставленную Макинтошем почту вскоре доставили на экспедиционном судне. Джон Кинг Дэвис — первый помощник капитана «Нимрода» заметил, что «Макинтош всегда был невезучим человеком, но на этот раз вышел сухим из воды».
В оставшееся до возвращения домой время Макинтош принял участие в непродолжительном походе под руководством Эрнеста Джойса по пополнению промежуточного склада Блафф на пути возвращающейся полюсной партии Шеклтона.

## Между экспедициями
После экспедиции в июне 1909 года Макинтош вернулся в Англию. Из-за частичной потери зрения он был уволен с работы в «P и O-Line». Макинтош попробовал поучаствовать в ряде авантюрных проектов, в частности, по поиску сокровищ на Кокосовых островах, которые не увенчались успехом. В феврале 1912 года он женился на Глэдис Кэмпбелл и устроился помощником секретаря Имперской торговой гильдии (англ. Imperial Merchant Service Guild) в Ливерпуле. Он писал товарищу по плаванию на «Нимроде»: «Я прозябаю на этой работе в этом грязном офисе. Я постоянно чувствую, что не закончил начатое, а так хочется завершить, к добру ли это, или нет!».

## Вторая экспедиция в Антарктиду (1914—1916)

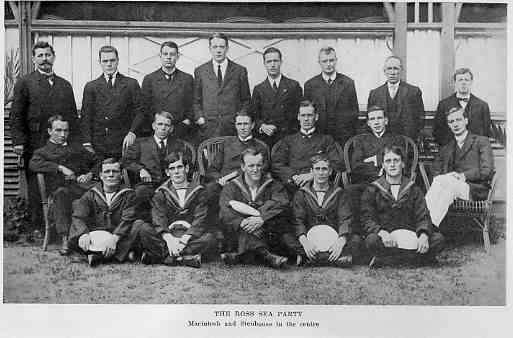
Партия моря Росса

### Организация экспедиции
Целью Имперской трансантарктической экспедиции Шеклтона было, помимо научных исследований, сквозное пересечение Антарктиды от моря Уэдделла до моря Росса. Экспедиция состояла из двух партий — партии в море Уэдделла (на судне «Эндьюранс»), задачей которой была научная работа и само трансконтинентальное путешествие, и партии в море Росса (на шхуне «Аврора»), задачей которой было заложить склады с продовольствием и топливом на шельфовом леднике Росса на пути следования возвращающейся полюсной партии Шеклтона и которая действовала, фактически, как самостоятельная экспедиция.
Должность руководителя партии моря Росса поначалу была предложена Шеклтоном Эрику Маршаллу — хирургу экспедиции на «Нимроде» — участнику полюсной партии, но тот отказался. Отказался от этой должности также Джон Кинг Дэвис — первый помощник капитана «Нимрода», а затем капитан «Авроры» — экспедиционного судна Австралийской антарктической экспедиции доктора Моусона. В итоге, эта должность была предложена Энеасу Макинтошу, имевшему сравнительно небольшой опыт полярной работы. Остальные участники партии моря Росса (за исключением Эрнеста Джойса), не имели такового опыта вовсе. Тем не менее, Шеклтон полагал, что работа по закладке промежуточных складов для возвращающейся полюсной партии не будет связана с большими трудностями.

### Первый сезон
«Аврора» с участниками партии моря Росса отплыла из Хобарта 24 декабря 1914 года. 16 января 1915 года она благополучно достигла мыса Эванс на острове Росса, где с неё сгрузили часть экспедиционного оборудования, а 24 января пришвартовалась к морскому льду в 9 милях от полуострова Хат-Пойнт. Инструкции, оставленные Шеклтоном Макинтошу, состояли в том, чтобы в удобном месте в или рядом с проливом Мак-Мердо организовать базу, сгрузить припасы и снаряжение и заложить склады на шельфовом леднике Росса в направлении ледника Бирдмора. На Макинтоша возлагалась задача заложить склад на 80-м градусе южной широты летом 1914-15 года, а остальные склады «дальнего юга» (на 81, 82 и 83-м градусах) заложить летом 1915-16 годов (перед своим отплытием в море Уэдделла Шеклтон изменил планы в отношении лета 1914—1915, однако Макинтош не был о них осведомлён, что повлияло на поспешность организации похода в январе-марте 1915 года).
25 января 1915 года Макинтош возглавил первый поход по закладке продовольственного склада на 80-м градусе южной широты. В нём участвовали две партии (шесть человек) под его руководством и руководством Эрнеста Джойса. Партии столкнулись с большими трудностями в пути, связанными как с погодными условиями, так и с недостаточной акклиматизацией и организацией самого похода. Только 20 февраля им удалось достигнуть 80 градуса и заложить склад (приблизительно в 240 километрах от хижины Скотта на полуострове Хат-Пойнт), а 25 марта, претерпев невероятные трудности и едва не повторив судьбу капитана Скотта, вернуться назад. Результатом этого похода стали многочисленные обморожения среди его участников и потеря практически всех взятых с собой собак. 2 июня путешественникам удалось добраться до основной базы экспедиции на мысе Эванса и воссоединиться с остальными зимовщиками. Там они узнали, что «Аврору» вместе с большей частью снаряжения и продовольствия ещё в мае сорвало с якорной стоянки и её судьба неизвестна, и что закладка складов следующим летом будет связана с изрядными сложностями. Тем не менее, Макинтош не отказался от основной задачи экспедиции. Недостающие продовольствие и снаряжение были восполнены за счет запасов экспедиции Шеклтона (1907—1909), оставшихся на мысе Ройдс, и экспедиции Скотта на мысе Эванса.

### Поход к леднику Бирдмора

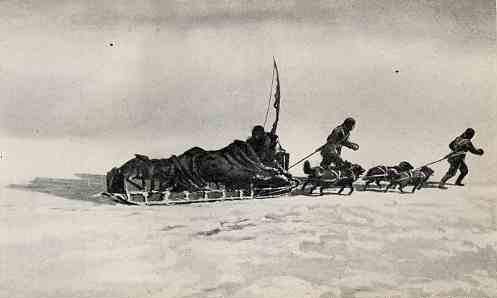
Макинтош и Спенсер-Смит, которых везут на санях

1 сентября 1915 года Макинтош начал поход по организации складов «дальнего юга». В походе участвовали три партии под руководством Макинтоша, Эрнеста Джойса и Эндрю Джека (всего девять человек). Партия Джека была вынуждена повернуть назад от склада на 80-м градусе южной широты, а партии Джойса и Макинтоша объединиться и продолжать поход до устья ледника Бирдмора. 25 января 1916 объединённой партии удалось заложить последний склад на широте 83°30’ у горы Надежда и начать обратный путь. К этому времени окончательно обессилел от цинги участник похода Арнольд Спенсер-Смит, Макинтош был ей невероятно ослаблен и фактическое руководство партией легло на Эрнеста Джойса. 18 февраля в 12 милях от самого большого склада на пути домой (склада «Блафф») партию застигла сильная и продолжительная вьюга, длившаяся 5 дней. Оставив умирающих Макинтоша и Спенсер-Смита на попечение Эрнеста Уайлда (родного брата известного полярника Фрэнка Уайлда («правой руки Шеклтона»)), ценой невероятных усилий партии Джойса удалось дойти до склада «Блафф» и 29 февраля вернуться с продовольствием и топливом к оставшимся спутникам. Дальнейший переход к хижине «Дискавери» оказался не менее напряжённым. По пути от истощения умер Арнольд Спенсер-Смит, окончательно сдал Макинтош, обессилел участник Виктор Хейворд. Макинтош, ради спасения партии, согласился остаться на леднике Росса, пока Джойс и остальные участники спасали Хейворда. 18 марта путешественникам, наконец, удалось всем вместе добраться до спасительной хижины. «Легли спать в 10.30 вечера. Перед сном капитан пожал нам руки и с большим волнением благодарил за спасение своей жизни». Общее время, проведённое в походе составило более шести месяцев, а общее пройденное расстояние по оценкам участника похода Ричарда Ричардса 1561 миля (около 3000 километров). Основная задача партии моря Росса была выполнена. По мнению биографов Шеклтона это был «возможно один из самых поразительных и невероятных подвигов выносливости в истории полярных путешествий».

### Гибель и последующие события

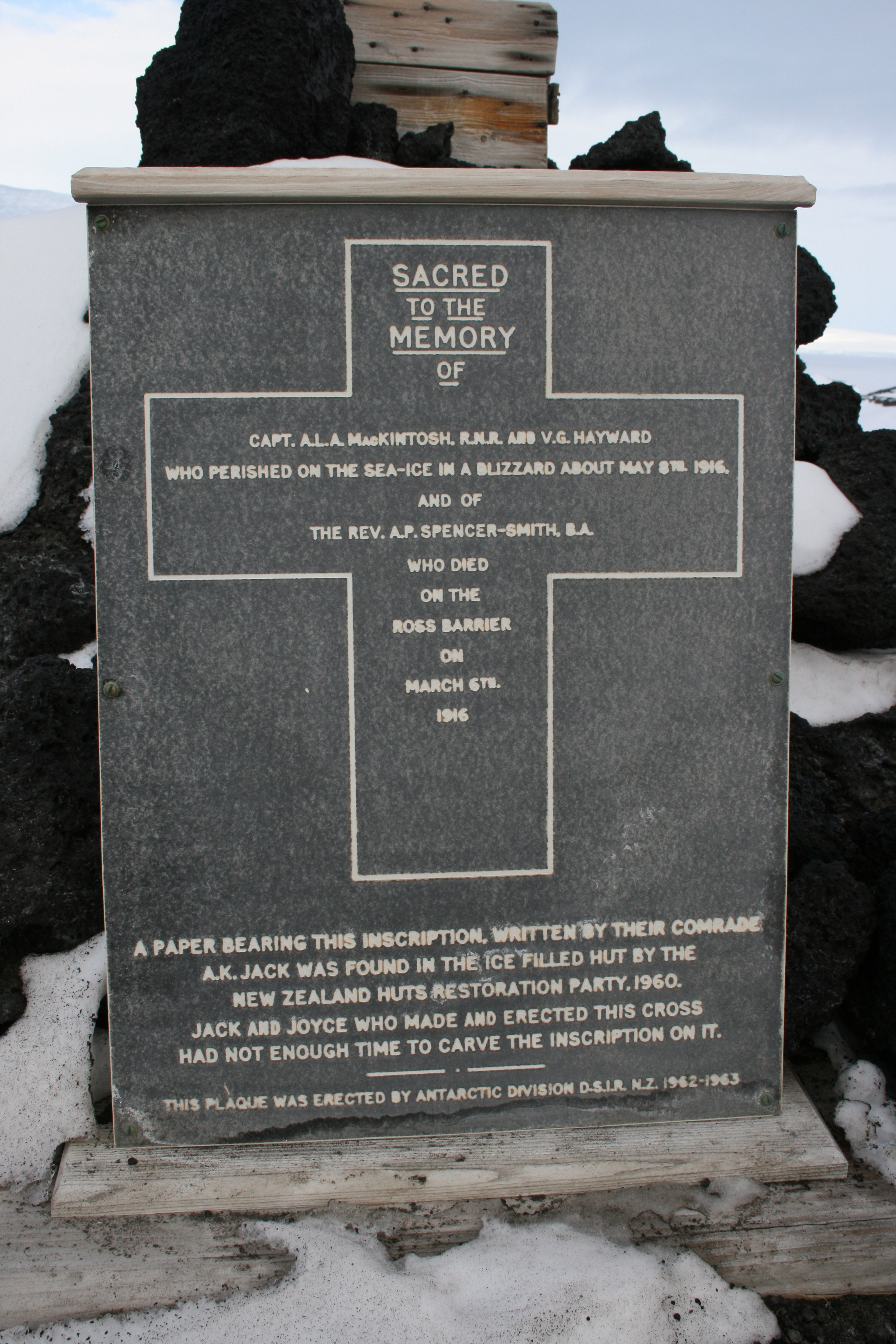
Памятная плита на мысе Эванса в честь Энеаса Макинтоша и Виктора Хейворда

После окончания похода пятеро выживших его участников жили в хижине Скотта на полуострове Хат-Пойнт в ожидании, пока по окрепшему морскому льду станет возможным добраться до мыса Эванса, где расположились остальные участники экспедиции. 8 мая 1916 года Энеас Макинтош и Виктор Хейворд вышли с Хат-Пойнт в сторону мыса Эванс с целью узнать о судьбе береговой партии и пропавшей «Авроры». Джойс настоятельно убеждал их пока не рисковать, поскольку считал, что лед, хотя и крепкий, был очень молод и, что любая вьюга почти наверняка отнесёт его в море. Они вышли примерно в час дня, в погоду, менявшуюся к худшему. Последний раз их видели со склона, когда они находились примерно на расстоянии мили от берега. В 3 часа дня началась умеренная вьюга, которая позже усилилась до яростной. 10 мая, в первый день, когда стало возможным выйти из хижины, Джойс, Ричардс и Уайлд прошли по льду на север, чтобы попытаться выяснить судьбу ушедших. Следы на льду просматривались достаточно четко, они тянулись приблизительно на две мили в направлении мыса Эванс. Затем резко обрывались и далее была лишь видна протянувшаяся широкая полоса воды, слегка прикрытая наледью. Было ясно, что часть льда, по которому шли Макинтош и Хейворд бураном унесло в море.
Джойсу, Ричардсу и Уайлду удалось воссоединиться с остальными зимовщиками только 15 июля, тогда же окончательно выяснилось, что Макинтош и Хейворд погибли. В конце декабря — начале января 1917 года Джойс, вначале самостоятельно, а затем вместе с Шеклтоном предпринял ряд походов по поиску тел Макинтоша и Хейворда, не давшими результатов.
У Энеаса Макинтоша остались жена и двое детей, причём второй ребёнок родился во время пребывания Макинтоша в Антарктике. Ещё в феврале, в ожидании смерти на леднике Росса, он написал прощальное послание: «Если на то воля Божья, что мы должны отдать наши жизни, то сделаем это в британской манере — с честью и достоинством. Прощайте, друзья. Я уверен, что моя дорогая жена и дети не будут забыты». В 1923 году на вдове Макинтоша Глэдис Макинтош женился Джозеф Стенхаус — участник экспедиции в море Росса, первый помощник капитана, а затем капитан «Авроры».
В память об Энеасе Макинтоше названа вершина Макинтош в Антарктиде 74°20′ ю. ш. 162°15′ в. д..